# Roger Le Poer
Roger Le Poer war Lordkanzler, Siegelbewahrer und Schatzmeister von England (1135–1139) unter der Regierung von König Stephan. Er wurde am 24. Juni 1139 entlassen und unter Arrest gestellt.